# Bonār-e Āb-e Shīrīn
Bonār-e Āb-e Shīrīn (persiska: بنار آب شيرين) är en ort i Iran.   Den ligger i provinsen Bushehr, i den centrala delen av landet, 700 km söder om huvudstaden Teheran. Bonār-e Āb-e Shīrīn ligger 20 meter över havet och antalet invånare är 489.
Terrängen runt Bonār-e Āb-e Shīrīn är mycket platt. Runt Bonār-e Āb-e Shīrīn är det ganska tätbefolkat, med 129 invånare per kvadratkilometer. Närmaste större samhälle är Borāzjān, 17,9 km öster om Bonār-e Āb-e Shīrīn. Trakten runt Bonār-e Āb-e Shīrīn är ofruktbar med lite eller ingen växtlighet.